# Trophée des champions 2016
Il Trophée des Champions 2016 è stata la 40ª Supercoppa di Francia, la 21ª organizzata dalla LFP.
Si è svolta il 6 agosto 2016 al Wörthersee Stadion di Klagenfurt tra il Paris Saint-Germain, vincitore della  Ligue 1 2015-2016 e della Coupe de France 2015-2016, e l'Olympique Lione, secondo classificato nel precedente campionato. È la prima volta che questa partita viene disputata in Europa in un Paese diverso dalla Francia.
Il Paris Saint-Germain ha conquistato il trofeo per la sesta volta.

## Partecipanti
| Squadre             | Qualificazione                                                      | Partecipazioni precedenti (il grassetto indica la vittoria)           |
| ------------------- | ------------------------------------------------------------------- | --------------------------------------------------------------------- |
| Paris Saint-Germain | Vincitore della Ligue 1 2015-2016 e della Coupe de France 2015-2016 | 9 (1986, 1995, 1998, 2004, 2006, 2010, 2013, 2014, 2015)              |
| Olympique Lione     | Secondo classificato nella Ligue 1 2015-2016                        | 11 (1967, 1973, 2002, 2003, 2004, 2005, 2006, 2007, 2008, 2012, 2015) |

## Tabellino
| Arbitro: | Harkam |

|                                               |           |             |
| Pastore 9’ Lucas 20’ Ben Arfa 35’ Kurzawa 54’ | Marcatori | 87’ Tolisso |

| PSG | O. Lione |

### Formazioni
| Paris Saint-Germain (4-4-2) |    |                     |  |     |
|                             |    |                     |  |     |
| P                           | 16 | Kevin Trapp         |  |     |
| D                           | 3  | Presnel Kimpembe    |  |     |
| D                           | 19 | Serge Aurier        |  |     |
| D                           | 20 | Layvin Kurzawa      |  | 76’ |
| D                           | 32 | David Luiz          |  | 76’ |
| C                           | 4  | Benjamin Stambouli  |  |     |
| C                           | 7  | Lucas               |  |     |
| C                           | 8  | Thiago Motta (c)    |  |     |
| C                           | 10 | Javier Pastore      |  |     |
| A                           | 11 | Ángel Di María      |  | 66’ |
| A                           | 21 | Hatem Ben Arfa      |  |     |
| A disposizione:             |    |                     |  |     |
| P                           | 16 | Alphonse Areola     |  |     |
| D                           | 12 | Thomas Meunier      |  | 76’ |
| D                           | 17 | Maxwell             |  | 76’ |
| C                           | 6  | Marco Verratti      |  | 66’ |
| C                           | 14 | Blaise Matuidi      |  |     |
| A                           | 29 | Jean-Kévin Augustin |  |     |
| A                           | 36 | Jonathan Ikoné      |  |     |
| Allenatore:                 |    |                     |  |     |
| Unai Emery                  |    |                     |  |     |

| Olympique Lione (4-3-3) |    |                     |     |     |
|                         |    |                     |     |     |
| P                       | 1  | Anthony Lopes       |     |     |
| D                       | 2  | Mapou Yanga-Mbiwa   | 30’ |     |
| D                       | 3  | Nicolas N'Koulou    |     |     |
| D                       | 15 | Jérémy Morel        |     |     |
| D                       | 20 | Rafael              |     | 65’ |
| C                       | 8  | Corentin Tolisso    |     |     |
| C                       | 14 | Sergi Darder        |     | 77’ |
| C                       | 21 | Maxime Gonalons (c) |     |     |
| A                       | 10 | Alexandre Lacazette | 36’ | 46’ |
| A                       | 18 | Nabil Fekir         |     |     |
| A                       | 27 | Maxwel Cornet       |     |     |
| A disposizione:         |    |                     |     |     |
| P                       | 30 | Mathieu Gorgelin    |     |     |
| D                       | 5  | Mouctar Diakhaby    |     |     |
| D                       | 13 | Christophe Jallet   |     | 77’ |
| C                       | 7  | Clément Grenier     |     |     |
| C                       | 12 | Jordan Ferri        |     | 77’ |
| C                       | 19 | Mathieu Valbuena    |     | 77’ |
| C                       | 25 | Houssem Aouar       |     |     |
| Allenatore:             |    |                     |     |     |
| Bruno Génésio           |    |                     |     |     |